# Frente para a Libertação do Enclave de Cabinda
A Frente para a Libertação do Enclave de Cabinda (FLEC) é um movimento político guerrilheiro separatista que reclama a independência de Cabinda, Anteriormente sob administração portuguesa, aquando da independência de Angola, em 1975, o território tornou-se uma província desta nova nação independente.
A FLEC atua na região onde localizavam-se os antigos reinos de Cacongo, Loango e Angoio, declarando como sendo parte da República de Cabinda, cujo governo está no exílio.

## História
A FLEC reclama que o nacionalismo cabindino têm seu marco inicial em 1 de fevereiro de 1885, na assinatura do Tratado de Simulambuco, estabelecendo o Protetorado do Congo Português administrado pelo Reino de Portugal. Foi erguido no local um monumento a comemorar a data.

### Antes da independência angolana
Em 1963, três organizações — o Movimento para a Libertação do Enclave de Cabinda (MLEC), o Comité de Acção da União Nacional de Cabinda (CAUNC) e a Aliança Nacional do Maiombe (ALIAMA) — fundiram-se para formar a FLEC.
Na formação das frentes únicas de combate pela independência angolana o líder do grupo, Luis Ranque Franque, rechaçou a participação nos combates junto aos outros movimentos independentistas angolanos, o que enfraqueceu a posição da FLEC.

### Processo de independência angolana
Durante a Guerra Colonial Portuguesa (1961-1974), os movimentos nacionalistas de Cabinda lutaram contra as Forças Armadas Portuguesas, embora sem a mesma relevância da luta empreendida pelo Movimento Popular de Libertação de Angola (MPLA) na área. Depois que o regime do Estado Novo, que governou Portugal e os seus territórios ultramarinos, foi derrubado, durante o golpe militar da Revolução dos Cravos, a 25 de Abril de 1974, a independência foi oferecida a todos os territórios dependentes, incluindo Angola. 
Dado seu tamanho diminuído e pouco relevante em 1974, a FLEC foi excluída das negociações com o então governador Rosa Coutinho. A 10 de Novembro de 1974, uma onda de violência em Luanda resulta em mais de 50 mortos, e verifica-se um ataque da FLEC às forças portuguesas em Cabinda.
Em 1975 a FLEC formou um governo provisório, liderado por Henrique N'zita Tiago, que proclamou a independência de Cabinda de Portugal a 1 de agosto, instalando a sede do governo no exílio em Quinxassa; Luis Ranque era o presidente. Porém, somente em 1 de novembro de 1975, é que a FLEC consegue fazer a primeira incursão que lhe garante porções rurais do território da província, de fato instalando a República de Cabinda. Sua incursão somente foi possível graças a contratação dos mercenários de Bob Denard, que intervieram em 1975 para arrancar este território rico em petróleo à soberania angolana. O apoio financeiro para contratação dos mercenários foi garantido pelos Estados Unidos, pelo Zaire, pelo regime do apartheid da África do Sul e pela França.
No início de novembro de 1975, os rebeldes, reforçados pelos mercenários e pelas tropas zairenses de Mobutu, lançaram uma ofensiva contra as forças angolanas (que contava com apoio de 232 cubanos), batalhas que ficaram conhecidas como fronteira Antó/Iema e Morro do Chizo. Entre novembro de 1975 e 4 de janeiro de 1976 o enclave de Cabinda foi retomado pelo MPLA. O MPLA rapidamente conquistou o domínio das áreas urbanas de Cabinda, enquanto a FLEC manteve o controle da zona rural até janeiro de 1976, quando foi definitivamente expulsa.

### Derrota militar e formação de facções
A enorme derrota militar fez com que a FLEC se dividisse em três facções: FLEC-Ranque Franque, FLEC-N'Zita, liderado por Henrique N'zita Tiago, e FLEC-Lubota, comandado por Francisco Xavier Lubota. Em Novembro de 1977 outra facção, o Comando Militar de Libertação de Cabinda, foi criado. Em Junho de 1979 as Forças Armadas de Libertação de Cabinda criaram outro movimento, o Movimento Popular de Libertação de Cabinda (MPLC).
Na década de 1980 a FLEC recebeu ajuda da União Nacional para a Independência Total de Angola (UNITA), com o apoio do regime do apartheid da África do Sul. A associação com o regime do apartheid fez com que em 1988 o Comité Comunista de Cabinda (CCC), liderado por Kaya Mohamed Yay, abandonasse a FLEC. Na década seguinte outra facção, a União Nacional de Libertação de Cabina, comandada por Lumingu Luis Gimby, foi criada.

### Reagrupamento parcial da FLEC e retomada da atividade militar
A FLEC original foi reformada na década de 1990, e duas facções foram fundidas: a FLEC-Renovada, cuja bandeira era branca, com uma faixa central dividida em três cores (verde, amarelo e negro, com um anel vermelho no centro da bandeira), e a FLEC-Forças Armadas de Cabinda (FLEC-FAC), que continuou a usar a bandeira original vermelha, amarela e azul.
Outro grupo foi criado por expatriados de Cabinda nos Países Baixos, em 1996, a Frente de Libertação do Estado de Cabinda (FLEC-Lopes), que utilizou uma bandeira azul, amarela e negra com o monumento de Simulambuco no centro.
A partir de 2000, membros do grupo passaram a manter alguns cidadãos internacionais como reféns em Cabinda. Em Março de 2001 a FLEC-Renovada sequestrou cinco empregados portugueses de uma firma de construção civil, que foram libertados três meses depois. Em Maio de 2000 a FLEC-FAC raptou três empregados estrangeiros e um cidadão nacional, de uma empresa portuguesa, e libertou-os dois meses mais tarde.
Em dezembro de 2002 as Forças Armadas de Angola anunciaram a captura da FLEC-Renovada. Em Agosto de 2006 foi assinado o "Memorando de Entendimento para a Paz e a Reconciliação da Província de Cabinda" entre a FLEC-Renovada, o Fórum Cabindês para o Diálogo e o governo de Angola. Em consequência deste entendimento, os efectivos militares da FLEC foram aquarteladas e a 6 de janeiro de 2007, alguns destes elementos incorporados nas Forças Armadas Angolanas e na Polícia Nacional. Um dos dirigentes da FLEC, António Bento Bembe, passou a integrar o Governo de Unidade e Reconciliação Nacional, em Luanda. Este acordo foi denunciado como uma fraude por parte dos grupos e facções da FLEC. Particularmente, a FLEC-FAC anunciou a continuação da luta pela independência de Cabinda; em Outubro de 2006 a FLEC-FAC solicitou à Comissão de Direitos Humanos e dos Povos da União Africana uma intervenção.

### Táticas de terror (2010-presente)
No entanto, elementos inconformados da FLEC acabaram por realizar ataques esporádicos contra forças do governo nas selvas e também contra instalações de empresas sediadas no território. Para demonstrar normalidade, Cabinda havia sido escolhida como uma das sub-sedes do Campeonato Africano das Nações de 2010, uma competição continental de futebol organizada em Angola. A FLEC aproveitou esta oportunidade para levar a cabo um ato terrorista, atacando o autocarro que fazia o transporte da selecção do Togo, matando o motorista e ferindo dois jogadores. Este ato suscitou fortes reações da comunidade internacional e da parte dos serviços de segurança de Angola. Em janeiro de 2011, na França, foi preso Rodrigues Mingas, líder da FLEC/PM, acusado de ser o principal mandante do atentado ao autocarro da selecção do Togo. Em inícios de março de 2011, as Forças Armadas Angolanas conseguiram emboscar e assassinar Gabriel Nhemba "Pirilampo", o chefe do Estado-Maior das Forças Armadas de Cabinda (FAC), o braço armado da FLEC, momento em que as mais importantes bases secretas dos separatistas foram desmanteladas.
Em 2021, a FLEC-FAC reclamou a autoria de um ataque que vitimou sete soldados angolanos, reclamando que Luanda assuma um "diálogo franco".
Em maio de 2024, a FLEC denunciou a morte de seis de seus membros pelas forças de segurança angolanas em território do Congo-Brazavile, retaliando ao longo do ano com ataques que vitimaram soldados angolanos.

## Símbolos
A bandeira do MLEC era amarela, com uma insígnia no centro que mostrava o Maiombe. Em seguida a FLEC adotou uma bandeira com faixas vermelha, amarela e azul — uma cor para cada um dos grupos que formaram a organização, com um novo emblema — uma estrela branca e um triângulo verde dentro de um anel — no centro.